# Dyskografia Soulja Boya
Dyskografia amerykańskiego rapera Soulja Boya zawiera trzy oficjalne albumy studyjne, jeden niezależny i dziesięć singli. Ostatni album The DeAndre Way został wydany 30 listopada 2010 roku.

## Albumy

### Albumy studyjne
| 2007                           | Unsigned & Still Major: Da Album Before da Album - Wydany: 19 lutego, 2007 - Wytwórnia: Stacks on Deck | –  | –  | – | – | –   |
| 2007                           | souljaboytellem.com - Wydany: 2 października, 2007 - Wytwórnia: Stacks on Deck, Interscope             | 4  | 4  | 1 | 9 | 132 |
| 2008                           | iSouljaBoyTellEm - Wydany: 16 grudnia, 2008 - Wytwórnia: Stacks on Deck, Interscope                    | 43 | 8  | 2 | – | –   |
| 2010                           | The DeAndre Way - Wydany: 30 listopada, 2010 - Wytwórnia: Stacks on Deck, Interscope                   | 90 | 18 | 8 | – | –   |
| "–" pozycja nie była notowana. | |    |    |   |   |     |

### Oficjalne mixtape'y
- 2007: Supaman (z DJ Scream)
- 2008: Teen Of The South (z DJ Scream)
- 2008: Live N Direct (z DJ Woogie)
- 2009: Tell Em TV (z DJ Woogie)
- 2009: Lord Of The Ringtones (z DJ Woogie)
- 2009: Gangsta Grillz: Follow Me Edition (z DJ Drama)
- 2009: Work On Deck (z DJ Messiah & DJ Scream)
- 2009: My Way of Life (z DJ Ill Will, DJ Rockstar & DJ Woogie)
- 2009: Cortez (z DJ Whoo Kid & DJ Scream)
- 2009: Paranormal Activity (z DJ Woogie & DJ Neptune)
- 2009: Dat Piff (z DJ Scream)
- 2010: Teenage Millionaire
- 2010: Legendary (z DJ Ill Will, DJ Rockstar & DJ Woogie)
- 2010: Death Note
- 2010: iPad: The Mixtape (z DJ Woogie)
- 2010: Pretty Boy Millionaires (z Lil B & DJ Woogie)
- 2010: Best Rapper (z Dj Woogie & Evil Empire)
- 2010: Cookin' Soulja Boy (z Dj Woogie)
- 2010: A Day in Amsterdam

## Single
| Rok  | Tytuł                                       | Pozycja na liście | Pozycja na liście | Pozycja na liście | Pozycja na liście | Pozycja na liście | Pozycja na liście | Pozycja na liście | Pozycja na liście | Pozycja na liście | Pozycja na liście | Pozycja na liście | Certyfikacja     | Album               |
| Rok  | Tytuł                                       | US                | US R&B            | US Rap            | NZ                | CAN               | UK                | AUS               | IRE               | GER               | FRA               | SWI               | Certyfikacja     | Album               |
| ---- | ------------------------------------------- | ----------------- | ----------------- | ----------------- | ----------------- | ----------------- | ----------------- | ----------------- | ----------------- | ----------------- | ----------------- | ----------------- | ---------------- | ------------------- |
| 2007 | "Crank That (Soulja Boy)"                   | 1                 | 3                 | 1                 | 1                 | 5                 | 2                 | 3                 | 3                 | 29                | 29                | 74                | - US: 3× Platyna | souljaboytellem.com |
| 2007 | "Soulja Girl" (featuring i15)               | 32                | 13                | 6                 | 10                | 75                | —                 | —                 | —                 | —                 | —                 |                   |                  | souljaboytellem.com |
| 2007 | "Yahhh!" (featuring Arab)                   | 48                | 34                | 14                | 3                 | 72                | 49                | 35                | 18                | —                 | —                 | —                 |                  | souljaboytellem.com |
| 2008 | "Donk"                                      | —                 | 37                | 22                | —                 | —                 | —                 | —                 | —                 | —                 | —                 | —                 |                  | souljaboytellem.com |
| 2008 | "Bird Walk"                                 | —                 | 40                | 17                | —                 | —                 | —                 | —                 | —                 | —                 | —                 | —                 |                  | iSouljaBoyTellem    |
| 2008 | "Kiss Me Thru the Phone" (featuring Sammie) | 3                 | 4                 | 1                 | 2                 | 10                | 6                 | 16                | 11                | —                 | 16                | 88                |                  | iSouljaBoyTellem    |
| 2009 | "Turn My Swag On"                           | 19                | 3                 | 3                 | —                 | —                 | 48                | —                 | 22                | —                 | —                 | —                 |                  | iSouljaBoyTellem    |
| 2010 | "Pretty Boy Swag"                           | 34                | 6                 | 5                 | —                 | —                 | —                 | —                 | —                 | —                 | —                 | —                 |                  | The DeAndre Way     |
| 2010 | "Blowing Me Kisses" (featuring Bei Maejor)  | —                 | 58                | —                 | —                 | —                 | —                 | —                 | —                 | —                 | —                 | —                 |                  | The DeAndre Way     |
| 2010 | "Speakers Going Hammer"                     | —                 | 95                | —                 | —                 | —                 | —                 | —                 | —                 | —                 | —                 | —                 |                  | The DeAndre Way     |

## Występy gościnne

### 2008
- "Get It Poppin'" (Tyra B feat. Soulja Boy Tell 'Em)
- "Get Silly (Mr. Collipark Remix)" (V.I.C. feat. Soulja Boy Tell 'Em, Bun B, E-40, Polow da Don, DJ Unk, Jermaine Dupri, Pitbull, Arab, Tex James, & Bubba Sparxxx)
- "Girlfriend (Remix)" (Bow Wow & Omarion feat. Soulja Boy Tell 'Em)
- "My Dougie (Remix)" (Lil' Wil feat. Soulja Boy Tell 'Em)
- "They Lookin' at My Neck" (Trackstar feat. Soulja Boy Tell 'Em)
- "Turn It Up (Gotta Chose)" (Chingy feat. Soulja Boy Tell 'Em)
- "Get Money" (Bow Wow feat. Soulja Boy Tell 'Em)
- "Get Em, Got Em" (Gucci Mane feat. Soulja Boy Tell 'Em)
- "Show Out (Remix)' (Unk feat. Soulja Boy Tell 'Em, Sean Kingston, Jim Jones & E-40)

### 2009
- "G-Walk" (Lil Jon feat. Soulja Boy Tell 'Em)
- "Octopussy" (Cee-los Gott'em feat. Soulja Boy Tell 'Em)
- "Swag Reality" (Gully Mang feat. Soulja Boy Tell 'Em)
- "Download (Remix)" (Lil' Kim feat. T-Pain, Charlie Wilson, The-Dream & Soulja Boy Tell 'Em)
- "Ice Cream Paint Job (Remix)" (Dorrough feat. Jermaine Dupri, Soulja Boy Tell 'Em, Jim Jones, Slim Thug, E-40, & Rich Boy)
- "Delirious" (Vistoso Bosses feat. Soulja Boy Tell 'Em)
- "My Money" (Killer Mike feat. Soulja Boy Tell 'Em & Jabar)
- "Money Hungry" (D. Prince feat. Arab, Kasland, Soulja Boy Tell 'Em & Lit Mike)
- "Pronto"  (Snoop Dogg feat. Soulja Boy Tell 'Em)

### 2010
- "Bingo"  (Gucci Mane feat. Soulja Boy Tell 'Em & Waka Flocka Flame)
- "All The Way Turnt Up"  (Roscoe Dash feat. Soulja Boy Tell 'Em)
- "Sponsor"  (Teairra Mari feat. Gucci Mane & Soulja Boy)
- "Swag Sex"  (Marques Houston feat. Soulja Boy Tell 'Em)
- "King Of The Pyrex (Remix)"  (Tony Yayo feat. Soulja Boy Tell 'Em)
- "Daze"  (JBar feat. Soulja Boy Tell 'Em)
- "Bad"  (Chris Brown feat. Soulja Boy Tell 'Em)
- "Fuck U Mean"  (8Ball & MJG feat. Soulja Boy Tell 'Em)
- "All I Know"  (Waka Flocka Flame feat. Soulja Boy Tell 'Em & Lil B)
- "Shut The Stage Down"  (Sean Kingston feat. Soulja Boy Tell 'Em)
- "Greedy"  (Alycia feat. Soulja Boy Tell 'Em & YG)
- "Maybe (Remix) (Rocko feat. Rick Ross, Gucci Mane & Soulja Boy Tell 'Em)
- "Girls In The Strip Club" (Sean Garrett feat. Soulja Boy Tell 'Em)
- "That's Her (Remix)" (Lil Scrappy feat. Soulja Boy Tell 'Em & Travis Porter)
- "I'm Fresh" (Young Keyz feat. Nova & Soulja Boy Tell 'Em)
- "Atlanta GA" (Shawty Lo feat. The-Dream, Ludacris, Soulja Boy Tell 'Em & Gucci Mane)
- "Do It Again" (Dan Talevski featuring Soulja Boy Tell 'Em & will.i.am)